# Segurança por obscurantismo
A segurança por obscurantismo, em engenharia de segurança, é a confiança no sigilo do design ou da implementação como principal método para fornecer segurança a um sistema ou componente. Os especialistas rejeitam este ponto de vista desde pelo menos 1851, e recomendam que a obscuridade nunca seja o único mecanismo de segurança.

## História
Um dos primeiros opositores da segurança por obscurantismo foi o chaveiro Alfred Charles Hobbs, que em 1851 demonstrou ao público como os cadeados do estado da arte poderiam ser abertos e que, em resposta aos questionamentos que expunham falhas de segurança no design de cadeados poderia torná-los mais vulneráveis aos criminosos, disse: "Pessoas desonestas são muito profissionais e já sabem muito mais do que poderíamos ensiná-los".